# The Remix (Album)
The Remix ist ein Remixalbum der US-amerikanischen Sängerin Lady Gaga, das im März 2010 erschien.

## Entstehung und Veröffentlichung
Am 15. April 2010 berichtete der Guardian, das zahlreiche Künstler wie die Pet Shop Boys, Passion Pit und der Rocker Marilyn Manson an Lady Gagas Remixalbum mit dem Titel The Remix mitarbeiten werden. Das Remixalbum enthält Remixversionen von Liedern aus den ersten beiden Alben The Fame und The Fame Monster. Viele Künstler produzierten die Remixversionen der jeweiligen Lieder, darunter Pet Shop Boys, Passion Pit, Marilyn Manson und The Sound of Arrows. Einige Remixe waren schon auf ihrer ersten Remix-EP Hitmixes vorhanden. Das Album wurde in Japan bereits am 3. März 2010 veröffentlicht und enthält auf der japanischen Version des Remixalbums 16 Remixversionen von Gagas Hits. Die Standardversion mit 17 Remixversionen wurde am 3. Mai 2010 veröffentlicht. Manson wirkte unter anderem an dem Chew Fu Remix von LoveGame mit, Passion Pit bei der Remixversion von Telephone, die Pet Shop Boys sorgten für den Remix von Eh, Eh (Nothing Else I Can Say). Zu den weiteren Künstlern, die an den Remixversionen beteiligt waren, gehören Alphabeat, Frankmusik, Stuart Price und Monarchy and Robots to Mars. Das Remixalbum wurde im Vereinigten Königreich am 10. Mai 2010 veröffentlicht und enthält extra eine britische Version des Albums. Am 3. August 2010 erschien eine dritte Version der CD mit nur 10 Tracks in den Vereinigten Staaten.

## Artwork
Auf dem Albumcover ist Lady Gaga nackt und verwundet abgebildet. Einige Stellen ihres Körpers sind mit Schlagzeilen beklebt. Das Coverbild stammt aus der Super Deluxe Edition von The Fame Monster und wurde von David LaChapelle fotografiert. In Großbritannien und den Vereinigten Staaten erschien eine zensierte Ausführung.

## Titelliste

### Japanische Version
1. Just Dance (Space Cowboy Remix) (5:02)
2. Just Dance (RedOne Remix) (4:20)
3. Poker Face (Space Cowboy Remix) (4:55)
4. Poker Face (LLG vs GLG Radio Mix) (4:03)
5. Eh, Eh (Nothing Else I Can Say) (Electric Piano und Human Beat Box Version) (3:04)
6. Eh, Eh (Nothing Else I Can Say) (Pet Shop Boys Radio Remix) (2:50)
7. LoveGame (Space Cowboy Remix) (3:21)
8. LoveGame (Chew Fu Ghettohouse Fix) (feat. Marilyn Manson) (5:21)
9. Paparazzi (Yuksek Remix) (4:48)
10. Paparazzi (Stuart Price Remix) (3:20)
11. Bad Romance (Skrillex Radio Mix) (4:24)
12. Bad Romance (Starsmith Remix) (4:57)
13. Bad Romance (Kaskade Main Remix) (4:22)
14. Telephone (Alphabeat Remix Edit) (4:50)
15. Telephone (Passion Pit Remix) (5:14)
16. Telephone (Crookers Vocal Mix) (4:50)

### Internationale Version
1. Just Dance (Richard Vission Remix) (6:13)
2. Poker Face (LLG vs GLG Radio Mix) (4:02)
3. LoveGame (Chew Fu Ghettohouse Fix) (feat. Marilyn Manson) (5:20)
4. Eh, Eh (Nothing Else I Can Say) (FrankMusik „Cut Snare Edit“ Remix) (4:03)
5. Paparazzi (Stuart Price Remix) (3:19)
6. Boys Boys Boys (Manhattan Clique Remix) (6:35)
7. The Fame (Glam as You Remix by Guéna LG) (Radio Edit) (3:57)
8. Bad Romance (Starsmith Remix) (4:56)
9. Telephone (Passion Pit Remix) (5:12)
10. Alejandro (The Sound of Arrows Remix) (3:57)
11. Dance in the Dark (Monarchy ‘Stylites’ Remix) (6:09)
12. Just Dance (Deewaan Remix)(feat. Ashking, Wedis, Lush & Young Thoro) (4:16)
13. LoveGame (Robots to Mars Remix) (3:12)
14. Eh, Eh (Nothing Else I Can Say) (Pet Shop Boys Radio Remix) (2:49)
15. Poker Face (Piano & Voice Remix) (Live im Cherrytree-House) (3:38)
16. Bad Romance (Grum Remix) (4:53)
17. Telephone (Alphabeat Remix Edit) (4:48)

### US-amerikanische Version
1. Just Dance (Richard Vission Remix) (6:13)
2. Poker Face (LLG vs. GLG Radio Mix) (4:02)
3. LoveGame (Chew Fu Ghettohouse Fix) (feat. Marilyn Manson) (5:20)
4. Eh, Eh (Nothing Else I Can Say) (FrankMusik „Cut Snare Edit“ Remix) (4:03)
5. Paparazzi (Stuart Price Remix) (3:19)
6. The Fame (Glam As You Remix Radio Edit By Guéna LG) (3:57)
7. Bad Romance (Starsmith Remix) (4:56)
8. Telephone (Passion Pit Remix) (5:12)
9. Alejandro (The Sound of Arrows Remix) (3:57)
10. Dance In The Dark (Monarchy 'Stylites' Remix) (6:09)

## Rezensionen
Simon Cage vom Daily Express gab dem Album gemischte drei von fünf Sternen und erklärte: „Lady Gagas Talent sorgt dafür, dass das gleiche Album immer wieder und wieder verkauft wird. […] Das ist Prima, […] aber irgendwann reicht es!“. Musikkritiker J. D. Considine beschäftigte sich mit der Piano-Version von Poker Face und erklärte, „der beste Lied ihres neuen Remixalbums – ihr zweites Album in neun Monaten – nicht alle Lieder sind Remixversionen, aber die Piano-Version von Poker Face, zeigt ihren inneren Elton John. Dies zeigt Lady Gaga einmal von ihrem besseren Image, aber es macht sie nicht brillant.“ Matthew Richardson vom Prefix Magazine gab den The Sound of Arrows Remix von Alejandro eine gemischte Rückmeldung und sagte, dass sie „den Remix um einiges verschlechtert haben, als es die Originalversion von Gaga ist, außerdem passt ihr musikalischer Stil nicht zum Latin Pop Lied Alejandro“.

## Kommerzieller Erfolg

### Chartplatzierungen
The Remix avancierte zum Top-10-Erfolg in Belgien-Flandern und dem Vereinigten Königreich (je Rang 3), Belgien-Wallonien den Vereinigten Staaten (je Rang 6), Japan (Rang 7) oder auch Neuseeland (Rang 9).
| ChartsChartplatzierungen       | Höchstplatzierung | Wochen |
| ------------------------------ | ----------------- | ------ |
| Vereinigte Staaten (Billboard) | 6 (24 Wo.)        | 24     |
| Vereinigtes Königreich (OCC)   | 3 (23 Wo.)        | 23     |

### Auszeichnungen für Musikverkäufe
Das Album verkaufte sich laut Quellen und Schallplattenauszeichnungen über 680.000 Mal, davon über 310.000 Mal in den Vereinigten Staaten und über 200.000 Mal in Japan.
| Land/Region                  | Auszeichnungen für Musikverkäufe (Land/Region, Auszeichnung, Verkäufe) | Verkäufe |
| ---------------------------- | ---------------------------------------------------------------------- | -------- |
| Belgien (BRMA)               | Gold                                                                   | 15.000   |
| Brasilien (PMB)              | Platin                                                                 | 40.000   |
| Japan (RIAJ)                 | Platin                                                                 | 200.000  |
| Russland (NFPF)              | Gold                                                                   | 10.000   |
| Vereinigte Staaten (RIAA)    | —                                                                      | 316.000  |
| Vereinigtes Königreich (BPI) | Gold                                                                   | 100.000  |
| Insgesamt                    | 3× Gold · 2× Platin ·                                                  | 681.000  |

Hauptartikel: Lady Gaga/Auszeichnungen für Musikverkäufe